# TV 메디컬 약손
《TV 메디컬 약손》은 대구MBC TV에서 매주 화요일 오전 7시 50분에 방송 중인 건강 정보 프로그램이다.

## 프로그램 소개
대구·경북 지역민의 건강한 100세를 준비하는 TV 메디컬 약손
어렵고 애매한 의학 정보들!
여러분의 주치의가 보다 더 쉽게! 속 시원하게! 알려드립니다

## MC
| 대수 | 진행자 | 진행자 | 진행 기간                   | 비고 |
| 대수 | 남성   | 여성   | 진행 기간                   | 비고 |
| ---- | ------ | ------ | --------------------------- | ---- |
| 1대  | 이동훈 | 윤윤선 | 일자 미상 ~ 2024년 3월 19일 |      |
| 2대  | 이동훈 | 오서윤 | 2024년 3월 26일 ~ 현재      |      |

## 경쟁 프로그램
- TBC클리닉 건강365 (TBC TV)